# Big Time (album de Tom Waits)
Pour les articles homonymes, voir Big Time.
Albums de Tom Waits
Franks Wild Years
(1987) Night on Earth
(1992)
Big Time est le deuxième album enregistré face au public de Tom Waits, concert filmé en deux jours.

## Titres
Tous les titres sont de Tom Waits sauf mention.
1. 16 Shells From A 30.06 - 4:18
2. Red Shoes - 4:19
3. Underground - 2:34
4. Cold Cold Ground - 3:27
5. Straight To The Top - 2:48 - (Tom Waits/Greg Cohen)
6. Yesterday Is Here - 2:40 - (Tom Waits/Kathleen Brennan)
7. Way Down In The Hole - 4:43
8. Falling Down – 4:15 - (Enregistré en studio, ce titre n'apparaît pas dans le film)
9. Strange Weather - 3:35 - (Waits/Brennan)
10. Big Black Mariah – 2:59
11. Rain Dogs - 3:36
12. Train Song - 4:29
13. Johnsburg, Illinois - 1:29
14. Ruby's Arms - 4:54
15. Telephone Call From Istanbul - 4:17
16. Clap Hands - 4:57
17. Gun Street Girl - 4:01
18. Time - 4:10

## Fiche technique
- Réalisation : Chris Blum[3]

## Musiciens
- Larry Taylor - contrebasse
- Tom Waits - chant, Guitare, Orgue
- Marc Ribot - Guitare, Banjo, Trompette
- Greg Cohen - Basse, Basstarda, cor alto
- Michael Blair - batterie, percussions, 'Bongo drum, Brake Drum
- Ralph Carney (en) - saxophone, Clarinette, cor baryton
- Richie Hayward (en) - batterie
- Carlton Jenkins - Principal
- Willy Schwarz - Accordéon, Orgue Hammond, Sitar, Congas
- Fred Tackett (en) - Guitare